# Seleucidis
Seleucidis is een geslacht van zangvogels uit de familie paradijsvogels (Paradisaeidae). De enige soort soort:
- Seleucidis melanoleucus – Twaalfdradige paradijshop